# سیارک ۲۳۰۱۶
سیارک ۲۳۰۱۶ (به انگلیسی: 23016 Michaelroche، نامگذاری:1999VZ184) بیست و سه هزار و شانزدهمین سیارک کشف شده‌است که در ۱۵ نوامبر ۱۹۹۹ کشف شد.
قدر مطلق سیارک برابر ۱۴٫۹ است.